# Laurenz Engwiller
Laurenz Engwiller (* 16. Mai 1819 in St. Gallen; † 8. Januar 1894 in Herisau; heimatberechtigt in Speicher) war ein Schweizer Pfarrer, Ratschreiber und Kantonsrat aus Kanton Appenzell Ausserrhoden.

## Leben
Laurenz Engwiller war ein Sohn des Johannes Engwiller, Mesmer zu St. Laurenzen in St. Gallen, und der Katharina Deutsch. Im Jahr 1848 heiratete Laurenz Engwiller Elisabeth Wirth, Tochter des Johann Georg Wirth, Dekan in St. Gallen. Eine zweite Ehe ging er 1866 mit Katharina Friederika Schläpfer, Tochter des Johannes Schläpfer, ein.
Er besuchte das Gymnasium in St. Gallen. Von 1838 bis 1841 studierte er Theologie in Jena und Bonn. 1841 fand seine Ordination in St. Gallen statt. Ebenfalls 1841 wurde er zum Vikar in Herisau und 1841 bis 1843 in Wald. Von 1843 bis 1852 war Engwiller Pfarrer in Rehetobel und ab 1852 bis 1865 in Teufen. Als Feldprediger im Sonderbundskrieg hielt er vor versammeltem Generalstab die abschliessende Sieges- und Dankespredigt.
Ein Halsleiden erzwang 1865 seinen Rücktritt vom Pfarramt. Von 1865 bis 1893 wirkte er als erster Ausserrhoder Ratschreiber, der nicht Bürger des Kantons war. Von 1865 bis 1877 war Laurenz Engwiller Aktuar der Militärkommission und Kantonspolizeidirektor. 1870 wurde er zum Grossrat bzw. Kantonsrat gewählt. Dieses Amt übte er bis 1893 aus.